# Byron Saxton
Bryan Jesús Kelly, meglio conosciuto come Byron Saxton (Burke, 20 agosto 1981), è un wrestler e commentatore statunitense sotto contratto con la WWE, dove svolge il ruolo di telecronista di Main Event e NXT Level Up.
Ha preso parte alla quarta stagione di NXT, ma è stato eliminato per terzo durante la puntata dell'8 febbraio 2011. In seguito, nel 2021, ha vinto una volta il 24/7 Championship.

## Carriera

### WWE (2007–presente)

#### Florida Championship Wrestling (2007–2010)
Kelly firma un contratto di sviluppo con la WWE e viene mandato in Florida Championship Wrestling. Usando il suo vero nome fa il suo debutto il 13 ottobre 2007 perdendo contro Hade Vansen. Successivamente perde con Sinn Bowdee il 23 ottobre. Vince poi un six-man tag team match insieme a Chet Douglas e Rycklon Stephens contro Vansen, Sheamus e Bowdee. Conclude il 2007 con una vittoria contro Tommy Taylor il 18 dicembre.
Kelly comincia il 2008 con una vittoria ai danni di Steve Lewington l'8 gennaio. Il suo match successivo contro Afa jr. si risolve in squalifica per interferenza di Tyson Kidd. Perde poi un tag team match in coppia con Rycklon contro Dolph Ziggler e Big Rob, Jack Swagger e Shawn Osborne e Heath Slater e Steve Lewington. Il 15 aprile un altro match di coppia con Rycklon contro Johnny Curtis e Tyler Reks si risolve in un doppio count-out. 
Il 3 giugno, Kelly diventa il manager di Black Pain e lo accompagna regolarmente debuttando il 30 settembre con il nuovo nome di Bryon Saxton. Con Black Pain, Wade Barrett e Michael Tarver forma una stable chiamata Saxton Conglomerate e i quattro iniziano subito un feud con Kafu e Lucky Cannon. Inizialmente Titus O'Neil, alleato di Cannon sconfigge diverse volte Tarver, Pain e Barrett ma poi decide di unirsi alla stable effettuando un turn heel picchiando Cannon. Nel gennaio 2009, Black Pain lascia la stable e inizia una rivalità con quest'ultima. Saxton scioglie la stable perché viene chiamato a tempo pieno come commentatore dell'ECW insieme a Dusty Rhodes e Josh Matthews.

#### NXT(2010–2012)
Durante la finale della terza stagione di NXT del 30 novembre, viene annunciato che Saxton prenderà parte alla quarta stagione con Chris Masters come mentore. Fa il suo debutto in un tag team match con Masters perdendo contro Ted DiBiase Jr. e Brodus Clay. Subito dopo vince la prova di canto. Nella puntata di NXT del 21 dicembre, Saxton in coppia con Masters e Natalya sconfigge Brodus Clay, Ted DiBiase jr. e Maryse. Saxton la settimana dopo vince il suo match con Ted DiBiase Jr. per squalifica. A fine puntata viene attaccato da Brodus Clay, che dopo aver gettato fuori dal ring gli altri esordienti, esegue un suplex su Saxton. Nella puntata di NXT del 4 gennaio 2011, Dolph Ziggler vince una battle royal a sei uomini over the top rope e ottiene il diritto di cambiare rookie. Ziggler sceglie Saxton e affida Novak a Chris Masters. Più tardi, Saxton vince un match singolo contro Jakob Novak dimostrando a Ziggler di aver fatto la scelta giusta. Nella puntata di NXT dell'11 gennaio, Byron Saxton viene sconfitto da Conor O'Brian. Nella puntata di NXT del 18 gennaio, Saxton viene sconfitto dal suo ex mentore Chris Masters. Nella puntata di NXT del 25 gennaio, Saxton partecipa ad un Fatal 4-Way ad eliminazione fra rookies, ma viene eliminato per secondo da Johnny Curtis. Nella puntata di NXT del 1º febbraio, Saxton perde un match contro Chris Masters cedendo alla Masterlock. A NXT dell'8 febbraio, Saxton riesce a vincere una prova. Successivamente perde un match singolo contro Derrick Bateman e, in seguito, eliminato. Nella ultima puntata di NXT Season 4, viene sconfitto in un tag team match in coppia con Jacob Novak contro Derrick Bateman e Conor O'Brian.
Byron Saxton ritorna a NXT Season 5, che assume il nome di "NXT Redemption" per la sua caratteristica di avere come protagonisti rookies che hanno preso parte ad altre stagioni del programma. Nel caso di Saxton, la quarta dove si classificò al quarto posto. Ad NXT del 15 marzo, Saxton fa il suo debutto nella quinta stagione perdendo un tag team match in coppia con Yoshi Tatsu contro Lucky Cannon e Tyson Kidd. Il 22 marzo, sempre ad NXT, perde un match contro Lucky Cannon. La settimana dopo, vince un 6-man tag team match in coppia con Titus O'Neil e Conor O'Brian contro il team di Darren Young, Jacob Novak e Lucky Cannon. Lo schienamento vincente viene effettuato da O'Neil su Novak. A NXT del 5 aprile, Saxton vince una prova, guadagnando 4 Redemption Points. Nella puntata di NXT del 12 aprile, Saxton viene sconfitto da Jacob Novak. Nella puntata di NXT del 10 maggio, Saxton sconfigge Conor O'Brian ma successivamente abbandona il suo pro Yoshi Tatsu accusandolo di non averlo considerato abbastanza per colpa di Maryse, della quale Yoshi si è innamorato. La settimana dopo, combatte proprio contro Tatsu, incassando una sconfitta. Nella puntata di NXT del 24 maggio, Saxton combatte in coppia con il suo mentore rivale Yoshi Tatsu, perdendo. Nella puntata di NXT del 1º giugno, Saxton e Tatsu partecipano ad un tag team turmoil match dal quale vengono eliminati abbastanza velocemente quando Saxton viene schienato da Lucky Cannon. La stessa sera, viene eliminato dalla competizione. Dopo alcuni match lottati nella FCW, si ritirò dalla competizione attiva.

#### Commentatore (2012–presente)
Una volta appesi gli stivali al chiodo, iniziò a lavorare come commentatore, inizialmente a Main Event e successivamente a Raw.

## Personaggio

### Mosse finali
- The Recommendation (Twisting half nelson legsweep)

## Titoli e riconoscimenti
- Pro Wrestling Illustrated
  - 223º tra i 500 migliori wrestler singoli nella PWI 500 (2011)

- Southern Championship Wrestling
  - SCW Florida Tag Team Championship (1) – con Chris Nelson

- United States Championship Wrestling
  - USCW Heavyweight Championship (1)

- WWE
  - WWE 24/7 Championship (1)